# Rozálka (Podorlická pahorkatina)
Rozálka (někdy též lidově Rozárka) je kopec o nadmořské výšce 468 m nalézající se na západním okraji města Žamberk v Pardubickém kraji v Podorlické pahorkatině.
Podle geomorfolofického zařazení patří vrch do Krkonošsko-jesenické subprovincie, v Orlické oblasti, v celku Podorlická pahorkatina, podcelku Žamberská pahorkatina a okrsku Rokytnická pahorkatina a podokrsku Žamberské kuesty. Na Rozálce (Kapelském vrchu), stojí dva objekty:
- Kaple sv. Rozálie – Kaple byla postavena roku 1682 jako poděkování za odvrácení morové epidemie. Náklady na stavbu kaple hradil hrabě Bubna z Litic a kaple byla zasvěcena svaté Rozálii, sv. Rochovi, sv. Šebestiánovi, sv. Mikulášovi a sv. Martinovi. V dřívějších dobách se zde v první sobotu měsíce září konávaly slavné „Kapelské poutě“.
- Tyršova rozhledna – 20 m vysoká rozhledna z roku 1932 se dvěma vyhlídkovými plošinami.

## Fotogalerie

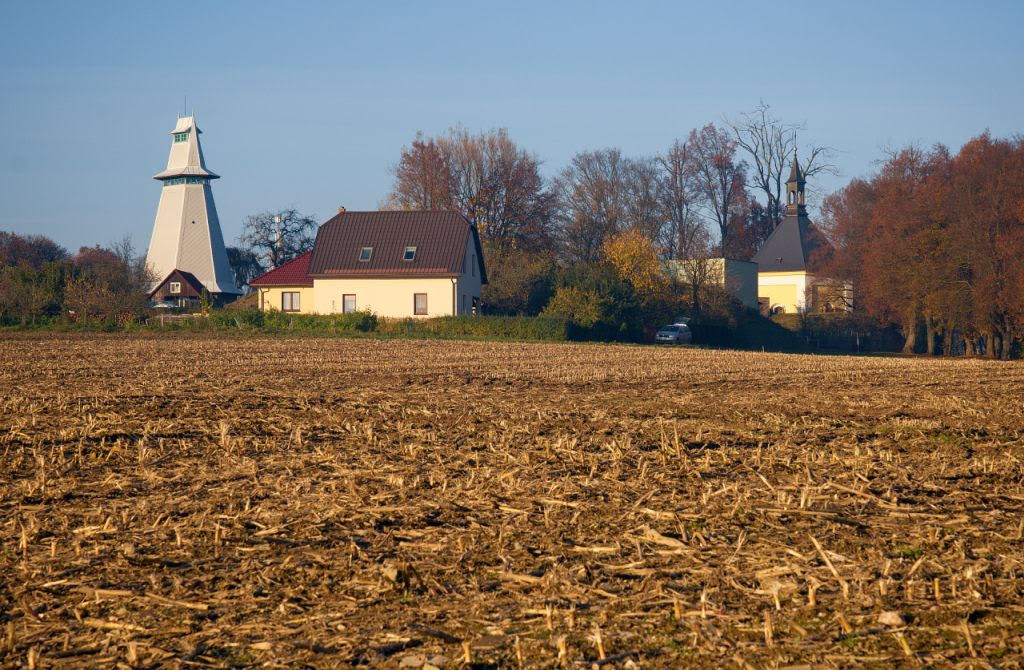
Pohled na kopec Rozálka z jihu
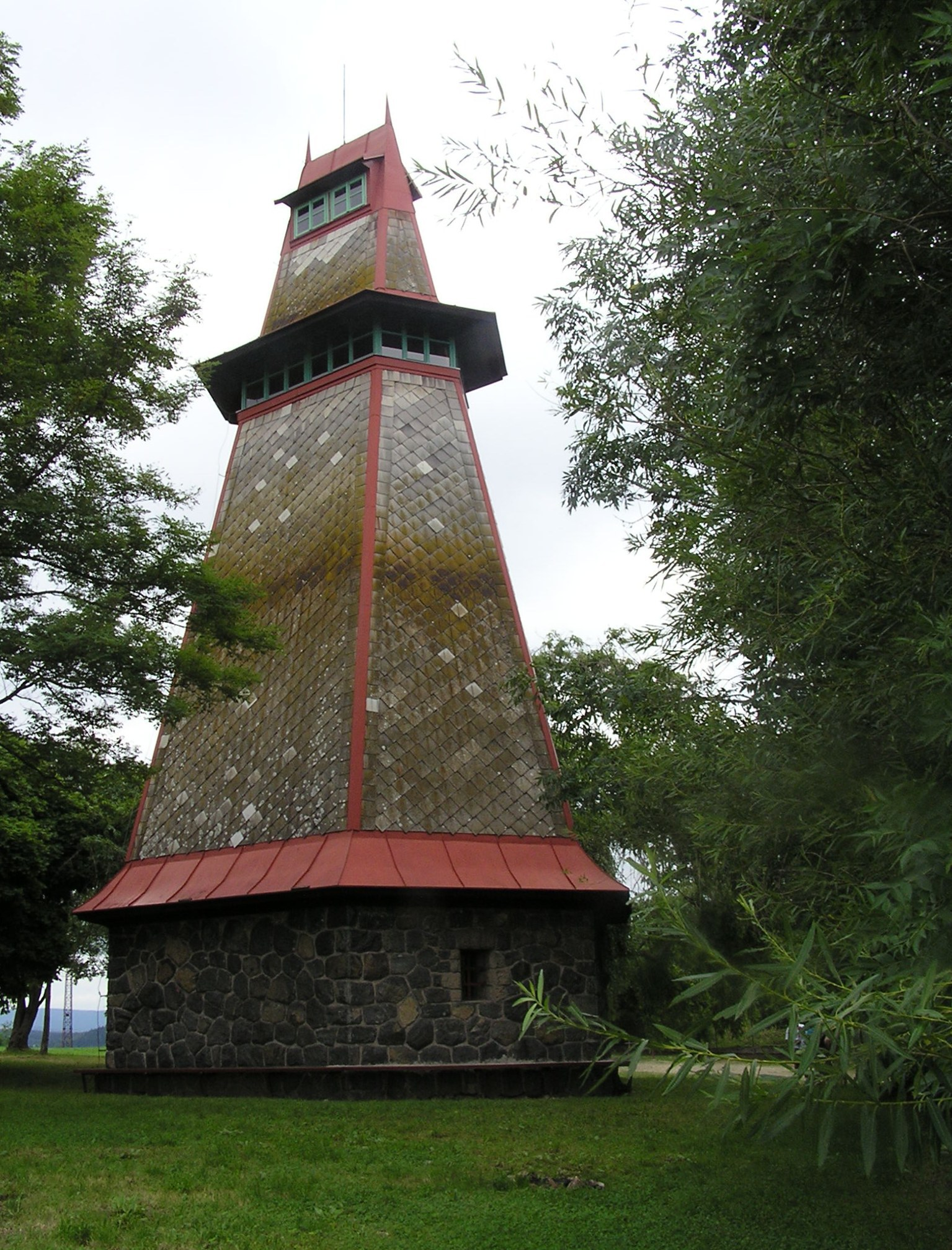
Tyršova rozhledna v Žamberku (stav před rekonstrukcí krytiny)
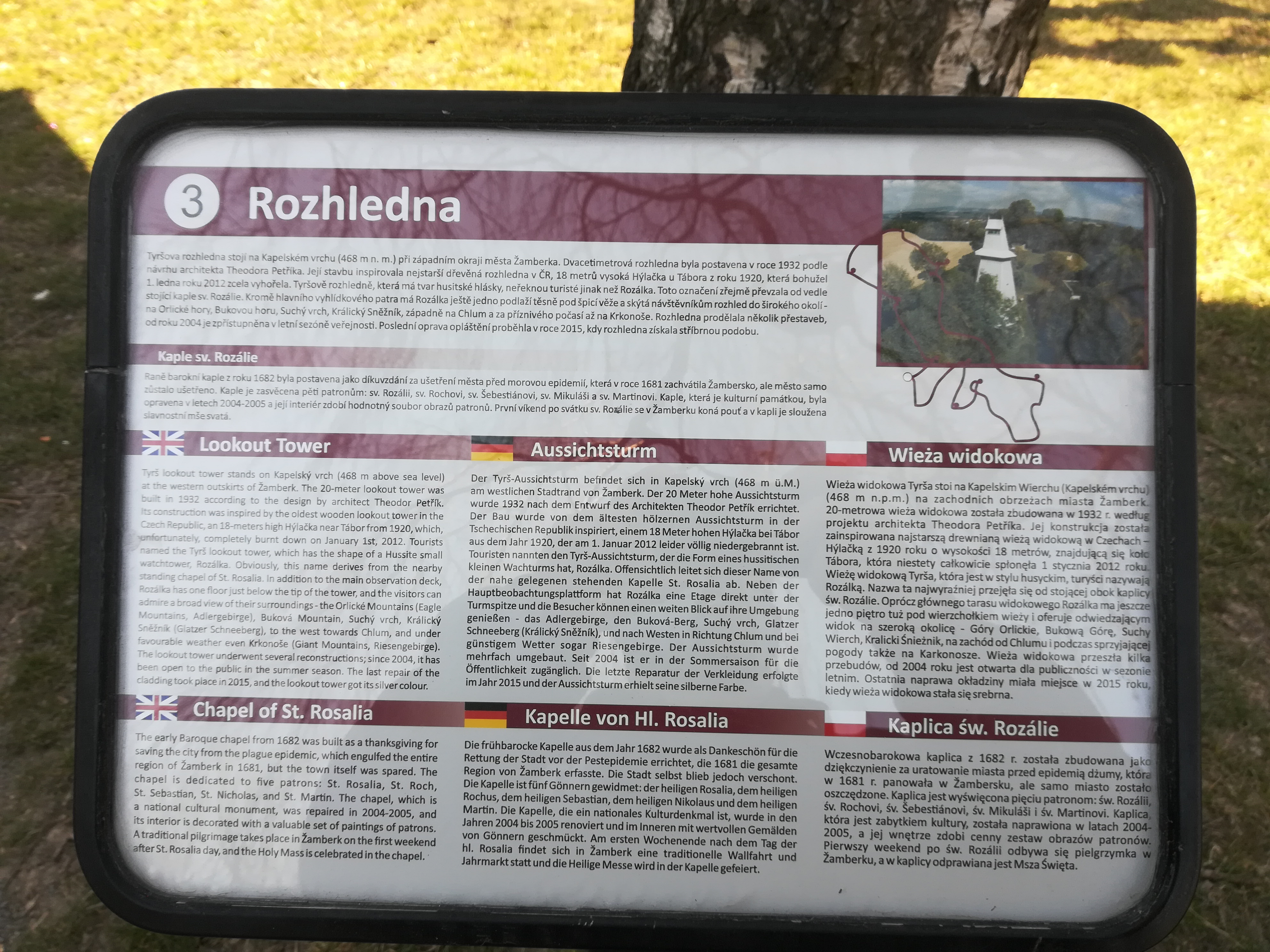
Informační tabulka k Tyršově rozhledně